# 大井龍司
大井 龍司（おおい りょうじ、1940年12月14日 - ）は、日本の医者。台湾生まれ。専門は医学。

## 来歴
- 大井龍司は1940年に台湾で生まれ、1965年東北大学医学部卒業。
- 東北大学名誉教授 医学博士
- 宮城県立こども病院名誉院長
- American Academy of Pediatrics名誉会員
- 日本外科学会名誉会員、日本小児科学会名誉会員

## 略歴
- 1965年 ：東北大学医学部卒業
- 1970年 ：東北大学医学部大学院卒業（学位取得）
- 1973年 ：東北大学医学部第二外科助手
- 1978年～1979年 :コロラド州立大学客員教授
- 1979年 ：東北大学医学部第二外科講師
- 1984年 ：東北大学医学部小児外科教授
- 1993年 ：日本小児外科学会理事長
- 1997年 ：東北大学評議員 日本外科学会理事
- 1998年 ：日本小児外科学会会長
- 2003年 ：東北大学退職 宮城県立こども病院院長
- 2008年 ：同上退職

## 論文
- <大井龍司